# Macrocarpaea jactans
Macrocarpaea jactans är en gentianaväxtart som beskrevs av Jason Randall Grant. Macrocarpaea jactans ingår i släktet Macrocarpaea och familjen gentianaväxter. Inga underarter finns listade i Catalogue of Life.